# Roman al III-lea Arghir
Roman al III-lea Arghir (n. 968 d.Hr., Hierapolis⁠(d), Provincia Denizli, Turcia – d. 11 aprilie 1034, Constantinopol, Imperiul Roman de Răsărit)

## Biografie
În luna noiembrie 1028, Constantin al VIII-lea, împărat al bizanțului, simțindu-se foarte bolnav și fiind de altfel în vârstă de aproape 70 de ani, chibzui că era vremea să se gândească la orânduirea succesiunii. Va fi de mirare poate că fiind ultimul reprezentant bărbat al Casei de Macedonia, Constantin al VIII-lea nu se gândise mai demult să clarifice o chestiune așa de importantă și de necesară. 
Asociat din copilărie al fratelui său Vasile al II-lea al Bizanțului, el trăise timp de 50 de ani în umbra acestui suveran energic și puternic, neocupându-se de loc de afacerile publice, neluând din putere decât avantajele și plăcerile. Apoi, când moartea lui Vasile făcuse din el stăpânul unic al imperiului, el nu se putuse decide să renunțe la obiceiuri vechi și scumpe și, ca și înainte, continuase să lâncezească și să lase totul în părăsire. Mare cheltuitor, el risipise cu mâinile pline, economiile pe care le adunase cu răbdare prudența fratelui său.
Prieten mare al plăcerii și al mesei -se pricepea să aranjeze o listă de mâncare și la nevoie să inventeze sosuri- el se dedase cu atâta pasiune acestor distracții, încât devenise atât de bolnav de podagră, că abia mai putea merge. Pe deasupra adora Hipodromul, se pasiona după întrecerile din circ, era îndrăgostit nebunește de luptele de animale și de spectacole. În sfârșit, îi plăcea jocul și când avea zarurile în mână, uita de tot: ambasadorii pe care trebuia să-i primească și afacerile pe care trebuia să le trateze; uita până și plăcerea sa favorită, masa și petrecea nopți întregi jucând. Se înțelege că între atâtea ocupații absorbitoare, a putut uita și că era ultimul bărbat din rasa sa și că nu lăsa ca moștenitoare decât 3 fete nemăritate.
Ele se numeau: Evdochia, Zoe și Teodora. Despre cea mare, Evdochia, istoria vorbește puțin. Era o persoană cu gesturi simple de o inteligență mijlocie, de o frumusețe tot mijlocie: o boală pe care o avusese în copilărie îi stricase obrazul pentru totdeauna. Astfel, ea intră de timpuriu într o mânăstire și niciodată nu se mai vorbi de ea. Celelalte două surori erau altfel și mai mult interesante; totuși, amândouă, printr-o întâmplare ciudată, se maturizaseră încet în obscuritatea gineceului. Nici unchiul lor Vasile, care le iubea totuși, dar care se pare că disprețuia femeile -el însuși nu se căsătorise niciodată- nici tatăl lor Constantin nu se îngrijise să le căsătorească. Și în 1028 ele erau fete destul de coapte: Zoe avea 50 de ani, Teodora nu mult mai puțin.
Acestor două prințese le revenea tronul după Constantin al VIII lea. Dar cu toate că de la ridicarea Casei de Macedonia principiul legitimității făcuse destul progres în Bizanț, pentru ca nimeni să nu bănuiască văzând imperiul trecând în mâinile unei femei, basileul chibzui totuși că, în aceste împrejurări delicate, ar fi necesar un om în palat și căută în grabă pentru fiica sa Zoe, pe care o prefera și care se părea mai bine făcută pentru a domni, un soț care, era un nobil armean, care se numea Constantin Dalassen și trimise să-l aducă. Dar Constantin se afla pe proprietățile lui, departe de capitală, și timpul trecea. Schimbându-și ideea, împăratul se adresă atunci prefectului orașului, Roman Arghir. Acesta era un om de origine nobilă și cu înfățișare frumoasă, deși avea 60 de ani trecuți: din nefericire era însurat, își iubea soția și aceasta îl adora. Această dificultate nu opri pe Constantin al VIII- lea. Când voia ceva, avea procedee expeditive și argumente fără replică: el dădu lui Roman să aleagă între divorț și pierderea ochilor; și pentru a-i înfrânge mai repede rezistența și mai ales pe a soției sale, el ordonă, simulând o mânie violentă, să aresteze imediat pe prefect. La această veste, soția lui Roman, foarte emoționată, înțelese că trebuie să dispară, dacă voia să-și salveze soțul; ea s-a închis într-o mănăstire și Roman se căsători cu Zoe. După trei zile, Constantin al VIII- lea murea cu sufletul liniștit și cele două fiice, împreună cu ginerele său, puneau stăpânire pe imperiu. Așa începea domnia lui Roman al III-lea 1028-1034